# Новые Балыклы
Новые Балыклы (баш. Яңы Балыҡлы) — село в Бакалинском районе Республики Башкортостан Российской Федерации. Входит в состав Бакалинского сельсовета.

## География

### Географическое положение
Расстояние до:
- районного центра (Бакалы): 7 км,
- центра сельсовета (Бакалы): 7 км,
- ближайшей ж/д станции (Туймазы): 80 км.

## Население
| 2002 | 2009 | 2010 |
| ---- | ---- | ---- |
| 569  | ↘351 | ↗493 |

Согласно переписи 2002 года, преобладающие национальности — татары (44 %), кряшены (44 %).